# 102 Boyz
102 Boyz est un groupe allemand de hip-hop, originaire de Leer. Ils se font connaître par leur style musical agressif, dans lequel ils thématisent de plus en plus les excès d'alcool.

## Histoire
Kkuba et Skoob commencent à jouer leur musique en 2012, un mélange de trap et du style d'Aggro Berlin. Au fil du temps, Chapo, Stacks, Addikt et Duke les rejoignent. Les premiers pas du groupe sont publiés sur SoundCloud. La première mixtape Drei Drei et surtout son successeur Broke Youngstas, qui contient entre autres des featurings de Fruchtmax, Kulturerbe Achim, Goldenboy et Joey Bargeld, les font connaître un peu plus dans la scène underground.
C'est par l'intermédiaire du membre du groupe Duke, qui ne vit pas à Leer mais en Pologne, que le groupe se fait connaître, surtout là-bas. Les premiers concerts sont organisés par des grands noms du hip-hop polonais comme BOR, Paluch et Kobik, qui participent également aux mixtapes. Asad John les aide à se produire au Splash! Festival en 2017,.

## Discographie

### Albums studio
- 2018 : Asozial Allstars Vol. 1
- 2019 : Asozial Allstars Vol. 2[5] (88e en Allemagne[6])
- 2019 : Asozial Allstars Vol. 3 (12e en Allemagne[6], 64e en Autriche[7], 41e en Suisse[8])
- 2020 : Rotzlöffel (Kasimir1441 & Chapo102) (42e en Allemagne[6], 38e en Autriche[7], 97e en Suisse[8])
- 2020 : Teamplayer
- 2021 : 102 (6e en Allemagne[6], 25e en Suisse[8])
- 2021 : Tresentape
- 2022 : No Skool (Skoob 102 & Stacks 102)
- 2022 : Countryclub (projet solo de Chapo 102, qui atteint la 2e place des charts en Allemagne[9]) (17e en Allemagne[6])
- 2022 : Asozial Allstars Vol. 4 (31e en Allemagne[6])
- 2024 : Asozial Allstars Vol. 5

### Mixtapes
- 2017 : 33
- 2017 : Broke Youngstas
- 2017 : 102030 (102Boyz x Based030)
- 2017 : 102 Promille
- 2020 : Teamplayer (Skoob102)

### EP
- 2019 : Mischkonsum EP (Chapo102 et 102 Boyz)
- 2020 : Moin (Addikt102 et Stacks102)
- 2020 : Sachschaden EP (Kkuba 102 X Tiefbasskommando)

### Singles notables
- 2018 : Hallo
- 2018 : Bier (102XBHZ)
- 2018 : Saufen
- 2018 : Spätkauf
- 2019 : New Kids (Addikt102 & Chapo102)
- 2019 : Jungs mit Rückgrat
- 2019 : Stiftung Warentest (Chapo102 X Monk.BHZ)
- 2019 : Sie ruft an (Chapo102)
- 2019 : 2 in Ekstase (Addikt102 & Herzog)
- 2019 : Fertigessen
- 2019 : Intro (Kkuba102)
- 2019 : Arbeitslos (Chapo102, Stacks 102, Kkuba102, Skoob102 & Addikt102)
- 2020 : Packs auf mir (102 Boyz, 65 Goonz)
- 2020 : Uber XL (Addikt102, Stacks 102)
- 2020 : Mama (Addikt102, Stacks 102)
- 2020 : Goldkrone (Kkuba102 X Tiefbasskommando)
- 2020 : Dicke Bahn (Chapo102 X Kasimir1441 X Stacks102) (71e en Allemagne[6])
- 2020 : Parkbank (Chapo102 X Kasimir1441) (37e en Allemagne[6])
- 2020 : Rotzlöffel (Chapo102 X Kasimir1441) (91e en Allemagne[6])
- 2020 : Zehn zwei (Skoob102)
- 2020 : Zurück zu dir (Inoffiziell.Goldenboy feat. Kasimir1441, Monk & Chapo102) (18e en Allemagne[10])
- 2020 : 1,50 (Kasimir1441 feat. Chapo102)
- 2021 : Sonnenblumenkerne (Kkuba102, Duke102)
- 2021 : Kartenhaus (Chapo102, Addikt102, Skoob102 ; 18e en Allemagne[11])
- 2021 : 1,50  (79e en Allemagne[6])
- 2021 : Heimathafen (Monk, Chapo102 & Skoob102 ; 10e en Allemagne[12])
- 2021 : Anders (Chapo102, Stacks102 & Skoob102 ; 16e en Allemagne[13])
- 2022 : Mein Tee wird langsam kalt (Chapo102, 102 Boyz & Longus Mongus feat. Stacks102 ; 5e en Allemagne[14])
- 2022 : Immer nur du (Chapo102, 102 Boyz & Luna)
- 2022 : Nachts um 3 (Wildbwoys, Chapo102, 102 Boyz)
- 2022 : Teenage Dirtbag (No Skool, Skoob102, Stacks102, 102 Boyz)
- 2022 : Nachtschicht (Chapo102 feat. Jaill ; 20e en Allemagne[15])
- 2022 : Mit den Boyz (102 Boyz & The Cratez feat. Chapo102, Skoob102 & Stacks102)
- 2022 : Nur einmal (Badchieff feat. Chapo102 ; 13e en Allemagne[16])
- 2022 : Tokyo Drift (102 Boyz & The Cratez feat. Chapo102, Kkuba102 & Stacks102)
- 2023 : Grund zum Feiern (Addikt102, Chapo102 & Stacks102 ; 20e en Allemagne[17])
- 2024 : Alkohol (#40Bochum) (Chapo102 feat. Bausa & Herbert Grönemeyer)